# Landelles-et-Coupigny
Landelles-et-Coupigny (lɑ̃.dɛ.l‿e.ku.pi.ɲiⓘ) es una población y comuna francesa, situada en la región de Baja Normandía, departamento de Calvados, en el distrito de Vire y cantón de Saint-Sever-Calvados.

## Demografía
| 1140 | 1008 | 903 | 875 | 802 | 838 |
| Para los censos de 1962 a 1999 la población legal corresponde a la población sin duplicidades (Fuente: INSEE [Consultar]) |      |     |     |     |     |